# Il meglio deve ancora venire (film)
Il meglio deve ancora venire (Le meilleur reste à venir) è un film del 2019 diretto da Alexandre de La Patellière e Matthieu Delaporte.
Commedia degli equivoci che affronta con leggerezza temi anche molto seri come la malattia, il valore dell'amicizia e la difficoltà nel riallacciare rapporti familiari a lungo deteriorati.
Il film ha preso parte alla selezione ufficiale della XV Festa del Cinema di Roma.

## Trama
Arthur Dreyfus e César Montesiho sono amici da lungo tempo. Il primo è un ricercatore all'Istituto Pasteur di Parigi e l'altro è un donnaiolo, sempre trasgressivo. Un giorno a César vengono pignorati diversi oggetti per un debito di gioco e, nel caos che segue al provvedimento, cade da un balconcino finendo rovinosamente in un'aiuola. Si reca dal vecchio amico Arthur che lo porta in ospedale per accertamenti, nonostante il rifiuto dell'amico. In ospedale, César usa l'assicurazione sanitaria di Arthur; i risultati delle lastre sono negativi, quindi i due tornano a casa.
Il giorno seguente, Arthur viene chiamato dal dottor Cerceau che gli comunica che la lastra della sera precedente ha evidenziato la presenza di un tumore ai polmoni in stato molto avanzato, quindi inoperabile. Arthur, allibito, torna a casa e trova César che, felicissimo, gli comunica di star per diventare padre. Arthur tenta di dire all'amico del cancro, ma, per non sminuire la felicità dell'amico, non riesce a spiegarsi correttamente e César capisce che è Arthur ad avere un tumore.
I due diventano inseparabili e ognuno cerca di far vivere al meglio gli ultimi mesi che rimangono all'altro. César chiede aiuto a Randa, che gestisce un gruppo di aiuto per pazienti e persone guarite dal cancro ad accettare e superare il confronto con la malattia. Riesce a portarla a casa di Arthur, che cerca di spiegare alla ragazza come in realtà sia César la persona malata.
Dopo essere stati sulla costa atlantica a Biarritz, i due tornano e, sulla strada, Arthur tenta di convincere César a parlare con il proprio padre, con cui ha rotto i rapporti anni prima, dopo la morte della madre. I due hanno un violento litigio e César si allontana a piedi.
Pochi giorni dopo, Arthur riceve una telefonata in piena notte dall'amico che si scusa. La mattina dopo, César regala ad Arthur un cane, in modo che gli possa tenere compagnia durante gli ultimi mesi di vita. Dopo aver scoperto di alcune cure miracolose in India, César riesce a portare Arthur, nonostante la fobia del volo, nel paese asiatico. Poco prima della visita, Arthur ha un malore e sviene. Dopo vari esami, Arthur scopre di avere un carcinoma cutaneo, facilmente operabile. Incredulo e scioccato, fugge dall'ospedale. César lo insegue e, finalmente, Arthur riesce a dirgli la verità sul tumore ai polmoni. César se ne va senza dire una parola, lasciando Arthur in India.
Tornato a Parigi, Arthur subisce con successo un'operazione per rimuovere il tumore. Uscito dall'ospedale, incontra Randa nel suo gruppo di aiuto e le chiede di cercare César, per sapere come sta. Randa trova César a casa di Bernard, suo padre, ma, poco dopo avergli fatto visita, César ha un peggioramento improvviso e viene portato in ospedale.
César muore pochi giorni dopo. Al termine del funerale, Randa consegna ad Arthur una lettera scritta da César, da leggere immediatamente. Nella lettera, César esorta Arthur a vivere appieno la propria vita e gli suggerisce di correre e raggiungere Randa per chiederle di uscire con lui.